# Wilhelm Eitel
Wilhelm (eller William) Hermann Julius Eitel, född 6 maj 1891 i Frankfurt am Main, död 20 juli 1979 i Toledo, Ohio, var en tysk mineralog och mineralkemist.
Eitel blev 1921 extra ordinarie professor i Leipzig, 1926 professor i Königsberg och samma år professor vid tekniska högskolan i Berlin och direktör för Kaiser Wilhelm Institut för silikanforskning i Berlin-Dahlem. Eitel gjorde en betydande insats i det fysikaliskt-kemiska utforskandet av mineralers och bergarters bildning.